# Charles (chanteuse)
Pour les articles homonymes, voir Charles.
Charlotte Foret, mieux connue sous le pseudonyme de Charles, est une auteure-compositrice-interprète belge, née en 2001. Elle est originaire de Braine-le-Château.
Gagnante de la huitième saison de l'émission The Voice Belgique, son premier single Wasted Time sort en 2020.

## Biographie
Le 23 avril 2019, Charlotte Foret remporte la huitième saison de l'émission The Voice Belgique avec la chanson New Born de Muse. Elle était dans l'équipe de Matthew Irons.
Elle choisit son pseudonyme en hommage à son grand-père, décédé en 2017. Elle déclare « Choisir un prénom masculin pour une fille n'est pas un problème aujourd'hui. Je crois qu'en 2021, tout le monde s’en fout que tu sois fille, gay ou trans. On t’accepte telle que tu es…. »
Son premier single Wasted Time atteint la 29e place des classements francophones belges en août 2020. Le suivant, Far Gone, se classe no 19 de l'Ultratip. Without You entre dans les classements pendant douze semaines et atteint la 28e place.
En 2021, Charlotte Foret participe en tant qu'auteure à la création de la chanson The Wrong Place, du groupe belge Hooverphonic, qui est choisie pour le Concours Eurovision de la chanson 2021,. The Wrong Place devient no 1 des classements néerlandophone, no 27 en Wallonie et no 89 aux Pays-Bas. Elle atteint la 15e place en Lituanie, la 77e des téléchargements au Royaume-Uni et la 94e en Grèce. Elle écrit aussi If You'd Really Know Me sur l'album de Hooverphonic cette année-là, Hidden Stories, classé no 1 et no 2 en Belgique néerlandophone et francophone, entre autres. Lors du Concours Eurovision de la chanson 2021, elle assume également les chœurs du titre Tout l'Univers de Gjon's Tears pour la Suisse.
Elle est choisie par Spotify pour être l'une des ambassadrices de Equal, une campagne mondiale pour favoriser l'égalité homme femme. Elle bénéficie d'un affichage sur Times Square à New York,,.

### Singles
- Wasted Time (8 mars 2020)
- Far Gone (1er octobre 2020)
- He Knows (18 mars 2021)
- Without You (8 avril 2021)
- Without You en duo avec IBE (nl) (mai 2021)
- Revolution (with Charles and Sofiane Pamart) (23juillet 2021)
- All you need (avec konoba et Leo Nocta) (26 novembre 2021)
- Never fair (28 janvier 2022)
- Miss you when you're there (5 mai 2022)
- Le marbre (28 mars 2024)
- Marble (25 avril 2024)
- Miroir/Red light (24 octobre 2024)
- Silence/inner peace (16 janvier 2025)

### Album
- Falling While Rising (avril 2020)
- Until We Meet Again (27 mai 2022)